# Mariarano
Mariarano est une commune rurale malgache située dans la partie nord-est de la région de Boeny.

## Géographie
Mariarano se situe à 83 km au nord de Mahajanga.
Sur son territoire se trouvent les grottes d’Anjohibe, le lac d’Andranojoby et la chute de Mahafanina, une cascade de 20 mètres.